# Antic edifici dels Maristes (Girona)
L'Antic edifici dels Maristes és un edifici del municipi de Girona que forma part de l'Inventari del Patrimoni Arquitectònic de Catalunya.

## Descripció
És un edifici de planta rectangular i cantoner. Aquest s'estructura a partir de diverses crugies paral·leles. Destaquem com a element més remarcable la façana principal de caràcter historicista, amb elements ornamentals d'inspiració renaixentista. Tots els paràmetres exteriors són arrebossats, així com els elements ornamentals que són d'obra artificial. Es conserva la porta d'accés original, de fusta, i susceptible d'admiració.
L'edifici fou construït per la Congregació dels Germans Maristes que el van destinar a ubicar-hi part de la seva escola.